# Габсбург, Георг фон
Георг фон Габсбург (нем. Georg von Habsburg), полное имя Пауль Георг Мария Жозеф Доминикус (нем. Paul Georg Maria Joseph Dominikus), известен также как Эрцгерцог Георг Австрийский (род. 16 декабря 1964, Штарнберг, Бавария) — представитель Габсбург-Лотарингского дома. В Австрии он известен как Георг Габсбург-Лотринген, а в Венгрии как Дьёрдь Габсбург (венг. Habsburg György). Работал в качестве тележурналиста, с 1993 года живет в Будапеште.

## Ранняя жизнь
Родился 16 декабря 1964 года в Штарнберге (Бавария, ФРГ). Седьмой ребёнок и второй сын эрцгерцога Отто фон Габсбурга (1912—2011), кронпринца Австро-Венгрии (1916—1918) и главы Габсбург-Лотарингского дома (1922—2007), и принцессы Регины Саксен-Мейнингенской (1925—2010). Старший брат — эрцгерцог Карл фон Габсбург (род. 1961), глава Габсбург-Лотарингского дома с 2007 года.
Эрцгерцог Георг воспитывался родителями в изгнании, в Вилле Острия в Пёккинге (Бавария). После окончания средней школы в 1984 году в Тутцинге (Бавария) он изучал право, политологию, историю и исламистику в университетах Инсбрука, Мадрида и Мюнхена в 1984—1993 годах.
Эрцгерцог Георг — внук последнего австрийского императора Карла I. Однако он не использует свои титулы в качестве члена дома Габсбургов, поскольку использование этих титулов является незаконным в Венгрии и Австрии. В 1991 году Георг фон Габсбург получил венгерское гражданство.

## Брак и дети
В феврале 1997 года Георг объявил о своей помолвке с герцогиней Эйликой Ольденбургской. 18 октября того же 1997 года эрцгерцог Георг фон Габсбург женился в Будапеште (Базилика Святого Иштвана) на Эйлике Ольденбургской (род. 22 августа 1972), старшей дочери герцога Иоганна Адольфа Фридриха Ольденбургского (род. 1940) и графини Ильки фон Ортенбург. Иоганн Ольденбургский — младший сын Николауса, наследнего великого герцога Ольденбургского (1897—1970), и принцессы Елены Вальдек-Пирмонтской (1899—1948). На церемонии присутствовали президент Венгрии Арпад Генц и премьер-министр Дьюла Хорн, наследник испанского престола Фелипе Астурийский, принц Монако Альбер, король Марокко Хасан II, а также послы многих стран. Папа римский Иоанн Павел II прислал молодоженам свои поздравления. Около 2000 венгров и туристов из других стран собрались перед храмом, чтобы увидеть свадьбу. Церемония также транслировалась на венгерском телевидении. Этот брак стал первым союзом между католической семьей Габсбургов и лютеранами Ольденбургами. Невеста после свадьбы сохранила свое вероисповедание.
У супругов трое детей:
- Эрцгерцогиня София Мария Татьяна Мадаи Эржебет Каталин (Софи Мария Татьяна Моника Элизабет Кэтрин) (род. 12 января 2001, Будапешт)
- Эрцгерцогиня Ильдико Мария Вальбурга (Хильда Мария Вальбурга) (род. 6 июня 2002, Будапешт)
- Эрцгерцог Кароль-Константин Михай Иштван Мария (Карл-Константин Михель Штефан Мария) (род. 20 июля 2004, Будапешт).

Георг и его семья проживают в поселке Соскут, в медье Пешт в Венгрии.

## Карьера
В 1987—1988 годах Георг фон Габсбург был сотрудником немецкого телеканала ZDF. В 1989 году недолгое время работал на телевидении в Омане. В 1990 году он основал собственную телекомпанию, которая занималась выпуском документальных телефильмов. В начале 1990-х принял венгерское гражданство и переехал в медье Пешт. В 1995 году Георг фон Габсбург стал директором немецко-венгерско-скандинавской телекомпании МТМ. В 1996—2002 годах — член правления венгерского телеканала 2 МТМ-SBS. 16 декабря 1996 года был назначен уполномоченным послом Венгрии в ЕС. Эрцгерцог был активным сторонником расширения Европейского Союза.
С 2004 по 2012 год Георг фон Габсбург был президентом Красного Креста в Венгрии. В 2009 году он баллотировался в Европейский парламент от партии «Венгерский демократический форум». Однако, по результатам выборов, MDF получил только один мандат.
С 2021 года, Георг является послом Венгрии в Париже.

## Награды

### Правительственные
- Гранд-офицер ордена Королевского дома Тонга (Тонга, 2015)
- Коронационная медаль короля Тупоу VI (Тонга, 2015)
- Командор со Звездой ордена Святого Григория Великого (Ватикан, 2021)

### Династические
- Кавалер Ордена Золотого руна[4][5][6][7][8]
- Кавалер Ордена Леопольда[9][10][11]
- Кавалер Ордена железной короны[12][13][14]
- Кавалер Ордена Святого Георгия[12][13][14][15]